# Kaschmir-Bergenie
Die Kaschmir-Bergenie (Bergenia ciliata) ist eine Pflanzenart aus der Gattung der Bergenien (Bergenia) in der Familie der Steinbrechgewächse (Saxifragaceae). 

## Merkmale
Die Kaschmir-Bergenie ist eine ausdauernde Pflanze, die Wuchshöhen von 5 bis 30 Zentimeter erreicht. Sie bildet ein Rhizom aus. Die Blattspreite ist sommergrün, kreisförmig oder breit eiförmig, am Grund abgerundet oder herzförmig und beidseitig behaart. An den Blütenstandsästen befinden sich keine gestielten Drüsen. Die Blüten sind aufrecht bis schräg aufwärtsgerichtet. Die Kronblätter sind anfangs weiß, manchmal auch rosa getönt, und später zuweilen rot. Ihre Platte ist mehr oder weniger kreisförmig oder breit eiförmig, verschmälert sich plötzlich in den Nagel und misst 1,1 bis 1,8 × 0,7 bis 1,8 Zentimeter.
Die Blätter von Bergenia ciliata f. ligulata sind beidseitig kahl, der Blattrand ist gewimpert.
Die Blütezeit ist im März und April.

## Vorkommen
Bergenia ciliata f. ciliata kommt in Westpakistan, Südkaschmir und Südwestnepal in Wäldern und auf schattigen Felskanten in Höhenlagen von 1800 bis 4300 Meter vor, Bergenia ciliata f. ligulata in Ost-Afghanistan, West-Pakistan, Süd-Kaschmir und von Süd-Tibet bis Bhutan und Assam auf Felsen und in Wäldern in Höhenlagen von 900 bis 3000 Meter.

## Systematik und Taxonomie

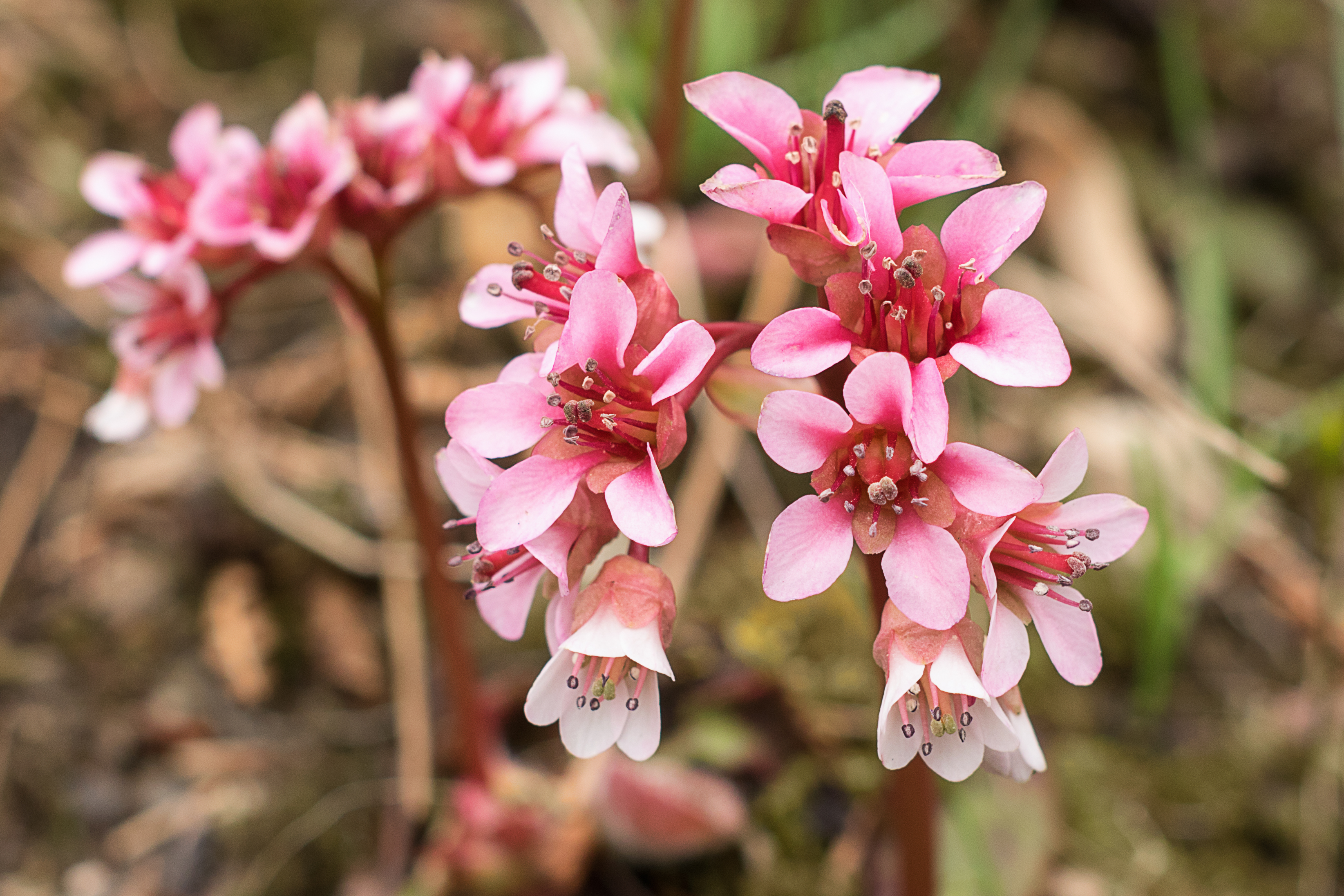
Blüten einer Kaschmir-Bergenie im Alten Botanischen Garten der Universität Göttingen

Der britische Botaniker Adrian Hardy Haworth beschrieb die Pflanze 1821 unter dem Taxon Megasea ciliata. Dieses Taxon bildet das Basionym für die Beschreibung von 1831 durch den österreichischen Botaniker Kaspar Maria von Sternberg, der die Pflanze unter dem Taxon Bergenia ciliata der Gattung der Bergenien zuordnete.
Die Art bildet Hybriden mit Bergenia cordifolia, Bergenia purpurascens und Bergenia stracheyi. Neben der Nominatform Bergenia ciliata f. ciliata wurde auch eine Bergenia ciliata f. ligulata Yeo beschrieben.

## Nutzung
Die Kaschmir-Bergenie wird selten als Zierpflanze für Steingärten und Gehölzgruppen genutzt. Bergenia ciliata f. ciliata ist seit spätestens 1843 in Kultur, Bergenia ciliata f. ligulata seit spätestens 1840.

## Belege